# Josef Kodíček
Josef Kodíček (24. ledna 1892 Praha – 3. listopadu 1954 Mnichov, Německo) byl český židovský režisér, dramaturg, novinář, divadelní publicista a kritik, překladatel.

## Životopis
Narodil se v rodině Hermana Kodíčka a Hermíny rozené Jedlinské. Měl pět sourozenců: Milana (1894), Marthu (1896), Bedřicha (1901), Arnolda (1903) a Miladu (1908).
Po maturitě pokračoval v Praze ve studiu práv na Právnické fakultě Univerzity Karlovy. Již v době studií se stal spoluzakladatelem literární revue Scéna (1912) a v následujících dvou letech byl jejím redaktorem. V roce 1915 byl nasazen v 1.světové válce na Balkáně. Po návratu se věnoval kulturní publicistice a v letech 1919–1927 byl vedoucím redaktorem divadelní rubriky deníku Tribuna. Publikoval rovněž v dalších periodikách, např. Scéna, Přítomnost, Lidové noviny, České slovo. Používal rovněž pseudonymy J. Albert a E. V. Prokop a šifru K-ček. Jako divadelní kritik byl spolu s M. Ruttem a K. H. Hilarem obhájcem směru „civilismus“, oceňující všední záležitosti jedince a jeho vnitřní soukromí. Byl významným představitelem české meziválečné kultury, patřil k blízkým přátelům bratří Čapků, Eduarda Basse a Františka Langera, byl členem kruhu „pátečníků“.
V letech 1927–1930 pracoval jako dramaturg a příležitostně i jako režisér Divadla na Vinohradech. K dramaturgické práci jej přizval Karel Čapek. Ve svých deseti režiích uplatňoval odvozený hilarovský postexpresionismus. V roce 1931 se pokusil i o filmovou režii, avšak ve výsledku nebyl úspěšný. Od roku 1938 žil v exilu u Londýna (v městečku Walton on Thames v domě zařízeném českým architektem a výtvarníkem Antonínem Heythumem). V roce 1939 se stal redaktorem českého vysílání BBC, byl také šéfredaktorem časopisu Central-European Observer a tento vedl i po válce. Po válce se již do vlasti natrvalo nevrátil a od roku 1951 až do své smrti pracoval v Rádiu Svobodná Evropa (RFE), pro jehož rubriku „Hra týdne“ natočil téměř sto dramatických děl.
Jeho manželkou byla Rakušanka Illa Knina, majitelka pražské firmy na výrobu dámského prádla. Jeho bratr Arnold Kodíček byl lékařem. Josef Kodíček byl židovského původu. Jeho prapředci v době pobělohorské přijali židovské náboženství, aby nemuseli emigrovat.

### Citát
| „               | Josef Kodíček, to je jméno, které už dnes nikomu nic neříká, ale po první válce to byl nejobávanější divadelní kritik s nesmírně vysokými a náročnými estetickými měřítky. | “ |
| — Eduard Kohout | |   |

## Dílo

### Divadelní režie, výběr (Divadlo na Vinohradech)
- 1928 Sutton Vane: Tajemná loď
- 1928 August Strindberg: Otec
- 1929 G. B. Shaw: Hrdinové
- 1929 R. C. Sheriff: Konec cesty
- 1929 Tristan Bernard: Poklad páně Bernereauův
- 1929 Karel Čapek: R.U.R.
- 1929 Ferenc Molnár: Olympie
- 1930 F. Bruckner: Zločinci

### Rozhlasové režie, výběr
- 1951 Ferdinand Peroutka: Šťastlivec Sulla, v titul. roli J. Kodíček, premiéra na RFE[15]

### Filmografie, výběr
- 1930 Když struny lkají, režie Friedrich Fehér (podílel se na scénáři)
- 1931 Loupežník, režie (filmový režijní debut, připravil rovněž scénář)
- 1931 Obrácení Ferdyše Pištory, režie (společně s K. Poláčkem připravil i scénář)
- 1936 Golem, režie Julien Duvivier (podílel se na scénáři)